# Esmer (Zeitschrift)
Esmer ist eine zweisprachige (kurmandschi-türkisch) Zeitschrift, die seit Januar 2005 in der Türkei erscheint. Der Slogan der Zeitschrift heißt Popüler kürtür, was eine Abwandlung von Popüler kültür (Populäre Kultur) ist. Dabei wurde das Wort Kultur durch Kurde ersetzt.
Hauptredakteur der Zeitschrift ist der Schriftsteller Ferzende Kaya. Die Themen der Zeitschrift bestehen hauptsächlich aus den Lebensgeschichten und Reportagen bekannter Kurden.
Unter den Autoren befinden sich auch liberale Intellektuelle wie Orhan Pamuk und Yaşar Kemal. Die Zeitschrift gewann unter linksorientierten Kurden großen Zuspruch.
Menschen, über die Ferzende Kaya schrieb, waren Ahmet Kaya, Şivan Perwer, Ahmet Arif, Hülya Avşar und Yılmaz Erdoğan.
Die letzten Seiten der Zeitschrift präsentieren kurdische Gedichte. Die Zeitschrift versucht mehreren politischen Ideologien unter den Kurden ein Forum zu geben. So gibt es neben sozialistischen Autoren auch solche, die religiösen kurdischen Persönlichkeiten wie Said Nursî Platz geben oder solche, die eine eher kurdisch-nationalistische Orientierung haben.
Die Zeitschrift wurde mit der Zeit immer populärer, was man auch an der wachsenden Zahl von bekannten Autoren, deren Zahl an die 120 reicht, sehen kann.
Dadurch gab es dann auch Artikel ausländischer Medien über Esmer.
Ende 2007 trennten sich ein Großteil der Autoren und Redakteure wie Ferzende Kaya von der Zeitschrift, nachdem der Besitzer der Zeitschrift gewechselt hatte. Diese wollen ein neues Magazin mit dem Titel Multi Kulti veröffentlichen.